# Списак иностраних музичких извођача који су наступали у Београду током 2015. године
Овај чланак садржи списак иностраних музичких извођача који су током 2015. године наступали у Београду.

## Списак
| Датум         | Извођач                                                                  | Локација                    | Изв.   |
| ------------- | ------------------------------------------------------------------------ | --------------------------- | ------ |
| 5. фебруар    | Уједињено Краљевство                                                     | Дом омладине Београда       | [ 1 ]  |
| 19. фебруар   | Холандија                                                                | Битеф арт кафе              | [ 2 ]  |
| 23. фебруар   | Сједињене Америчке Државе                                                | Дом омладине Београда       | [ 3 ]  |
| 24. фебруар   | Дјук Гарвуд                                                              | Дом омладине Београда       | [ 4 ]  |
|               |                                                                          |                             |        |
| 9. март       | Сједињене Америчке Државе · Сједињене Америчке Државе                    | Дом омладине Београда       | [ 5 ]  |
| 10. март      | Јоргос Даларас (у оквиру Гитар арт фестивала)                            | Сава центар                 | [ 6 ]  |
| 18. март      | Отис Тејлор                                                              | Миксер хаус                 | [ 7 ]  |
| 21. март      | Лиса Ханиган                                                             | Дом омладине Београда       | [ 8 ]  |
| 27. март      | Уједињено Краљевство                                                     | Дом омладине Београда       | [ 9 ]  |
|               |                                                                          |                             |        |
| 9. април      | Сједињене Америчке Државе                                                | Дом омладине Београда       | [ 10 ] |
| 12. април     | Сједињене Америчке Државе                                                | Културни центар Град        | [ 11 ] |
| 21. април     | + Хелен Мани                                                             | Божидарац                   | [ 12 ] |
| 23. април     | Раул Мидон                                                               | Битеф арт кафе              | [ 13 ] |
| 25. април     | Сједињене Америчке Државе                                                | Дом омладине Београда       | [ 14 ] |
| 30. април     | Уједињено Краљевство                                                     | Драгстор                    | [ 15 ] |
|               |                                                                          |                             |        |
| 9. мај        | Канада · Сједињене Америчке Државе · Сједињене Америчке Државе · Њемачка | Дом омладине Београда       | [ 16 ] |
| 15. мај       | Џона Толчин                                                              | Дом омладине Београда       | [ 17 ] |
| 19. мај       | Њемачка                                                                  | Белекспоцентар              | [ 18 ] |
| 26. мај       | Индила                                                                   | Београдска арена            | [ 19 ] |
| 26. мај       | Сједињене Америчке Државе                                                | Дом омладине Београда       | [ 20 ] |
| 27. мај       | Ејми Лавир + Вил Секстон                                                 | Културни центар Град        | [ 21 ] |
|               |                                                                          |                             |        |
| 4. јун        | Сједињене Америчке Државе                                                | Дом омладине Београда       | [ 22 ] |
| 6. јун        | Сједињене Америчке Државе                                                | Београдска арена            | [ 23 ] |
| 7. јун        | Аријел Пинк                                                              | Драгстор                    | [ 24 ] |
| 7. јун        | Сједињене Америчке Државе                                                | Дом омладине Београда       | [ 25 ] |
| 9. јун        | Сједињене Америчке Државе                                                | Културни центар Град        | [ 26 ] |
| 17. јун       | Роби Вилијамс                                                            | Ушће                        | [ 27 ] |
| 29. јун       | Уједињено Краљевство · Њемачка                                           | Београдска арена            | [ 28 ] |
| 30. јун       | Сједињене Америчке Државе                                                | Београдска арена            | [ 28 ] |
|               |                                                                          |                             |        |
| 1. јул        | Анастасија                                                               | Београдска арена            | [ 29 ] |
| 6. јул        | Сједињене Америчке Државе                                                | Барутана                    | [ 30 ] |
| 22. јул       | Сједињене Америчке Државе                                                | Дом омладине Београда       | [ 31 ] |
| 23. јул       | (у оквиру Мјузиколоџи фестивала)                                         | Битеф арт кафе (Калемегдан) | [ 32 ] |
| 24. јул       | (у оквиру Мјузиколоџи фестивала)                                         | Битеф арт кафе (Калемегдан) | [ 32 ] |
| 25. јул       | (у оквиру Мјузиколоџи фестивала)                                         | Битеф арт кафе (Калемегдан) | [ 32 ] |
| 26. јул       | Грегори Портер (у оквиру Мјузиколоџи фестивала)                          | Битеф арт кафе (Калемегдан) | [ 32 ] |
| 29. јул       | Сједињене Америчке Државе                                                | Дом омладине Београда       | [ 33 ] |
|               |                                                                          |                             |        |
| 3. август     | Сједињене Америчке Државе                                                | Културни центар Град        | [ 34 ] |
| 4. август     | Њемачка                                                                  | Културни центар Град        | [ 35 ] |
| 22. август    | (у оквиру Београдског фестивала пива)                                    | Ушће                        | [ 36 ] |
| 23. август    | Сједињене Америчке Државе                                                | Културни центар Град        | [ 37 ] |
|               |                                                                          |                             |        |
| 3. септембар  | Сједињене Америчке Државе                                                | Дом омладине Београда       | [ 38 ] |
| 11. септембар | Шведска                                                                  | Битеф арт кафе              | [ 39 ] |
| 18. септембар | Украјина · Шведска                                                       | Божидарац                   | [ 40 ] |
| 21. септембар | Сједињене Америчке Државе                                                | Дом омладине Београда       | [ 41 ] |
| 24. септембар | Тунис                                                                    | Народно позориште           | [ 42 ] |
| 28. септембар | Рикарда Парасол                                                          | Дом омладине Београда       | [ 43 ] |
|               |                                                                          |                             |        |
| 7. октобар    | Сједињене Америчке Државе                                                | Драгстор                    | [ 44 ] |
| 13. октобар   | Аластер Робертс                                                          | Културни центар Град        | [ 45 ] |
| 16. октобар   | Канада                                                                   | Дом омладине Београда       | [ 46 ] |
| 16. октобар   | Финска                                                                   | Дом синдиката               | [ 47 ] |
| 18. октобар   | Гвин Ештон                                                               | Дом омладине Београда       | [ 48 ] |
| 23. октобар   | Норвешка · Норвешка · Норвешка                                           | Дом омладине Београда       | [ 49 ] |
| 28. октобар   | Стив Вин                                                                 | Културни центар Град        | [ 50 ] |
| 31. октобар   | Џејмс Лег                                                                | Ган клаб                    | [ 51 ] |
|               |                                                                          |                             |        |
| 2. новембар   | Белгија                                                                  | Ган клаб                    | [ 52 ] |
| 2. новембар   | Сен Жермен                                                               | Белекспоцентар              | [ 53 ] |
| 4. новембар   | Сједињене Америчке Државе                                                | Драгстор                    | [ 54 ] |
| 6. новембар   | Сједињене Америчке Државе                                                | Културни центар Град        | [ 55 ] |
| 7. новембар   | Уједињено Краљевство                                                     | Сава центар                 | [ 56 ] |
| 8. новембар   | Хосе Гонзалез Џесика Прат                                                | Дом омладине Београда       | [ 57 ] |
| 10. новембар  | Сједињене Америчке Државе                                                | Културни центар Град        | [ 58 ] |
| 22. новембар  | Уједињено Краљевство                                                     | Хала Пионир                 | [ 59 ] |
| 23. новембар  | Фернандо Сондерс                                                         | Дом омладине Београда       | [ 60 ] |
| 25. новембар  | Холандија                                                                | Дом омладине Београда       | [ 61 ] |
| 29. новембар  | Сједињене Америчке Државе                                                | Дом омладине Београда       | [ 62 ] |
|               |                                                                          |                             |        |
| 1. децембар   | Делејни Дејвидсон                                                        | Културни центар Град        | [ 63 ] |